# Wladimir Iwanowitsch Steinheil

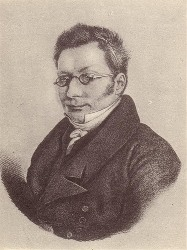
Wladimir Iwanowitsch Steinheil

Baron Wladimir Iwanowitsch Steinheil (russisch Владимир Иванович Штейнгейль, wiss. Transliteration Vladimir Ivanovič Štejngejl'; * 13. April 1783 im Dorf Obwinsk Gouvernement Perm; † 20. September 1862 in Sankt Petersburg) war ein russischer Oberst und Dekabrist.

## Leben
Der Vater Baron Johann Gottfried von Steinheil (* 1744; † 14. Mai 1804), Bürgermeister von Obwinsk, in russischen Diensten seit 1772, entstammte dem Brandenburg-Bayreuther Adelsgeschlecht der Steinheils. Die Mutter Warwara Markowna Rasumowa war eine russische Kaufmannstochter. Die Familie zog aus der Region Perm nach Kamtschatka und lebte seit 1790 in Irkutsk.

### Oberst
Wladimir wurde in der Orthodoxen Kirche getauft und verstand kein Deutsch. 1792–1799 besuchte er die Sankt Petersburger Seekadetten-Akademie und diente danach als Mitschman in der Baltischen Flotte. Es folgten Kommandos in der Kaiserlich Russischen Marine 1802 im Ochotskischen Meer und 1806 in den Gewässern um Irkutsk. In letzterem Dienstverhältnis wurde er 1807 Leutnant.
1809 bereiste er Transbaikalien und heiratete in Kjachta Pelageia Petrowna Wonifatjewa, die Tochter des Kjachtaer Zolldirektors. Im selben Jahr ging er zur Baltischen Flotte zurück, wurde aber bereits 1810 wieder nach Irkutsk berufen und dort zum Kapitänleutnant befördert. 1811 erforschte er das Amurbecken. 1812 ging er nach Sankt Petersburg und nahm 1813–1814 am Vaterländischen Krieg teil. Im September 1814 wurde  Wladimir Steinheil Adjutant des Moskauer Generalgouverneurs Alexander Tormassow. Am 30. August 1816 wurde er Oberst und quittierte am 4. Dezember 1819 den Dienst. Als Zivilist war er fortan in einigen kommunalen Verwaltungen beamtet – im Gouvernement Tula, in Astrachan und in Moskau. Ab Herbst 1821 war er für den Heereslieferanten  Wassili Wargin tätig.

### Dekabrist
Als Mitglied des dekabristischen Nordbundes beteiligte sich Wladimir Steinheil 1822–1825 aktiv an der Vorbereitung des Aufstandes der Offiziere; galt als einer der Verfasser des Manifestes an das russische Volk und des Aufrufs an die Streitkräfte. Während des Aufstandes am 14. Dezember 1825 erschien er einige Male auf dem Sankt Petersburger Senatsplatz. Am 20. Dezember ging er nach Moskau, wurde dort am 2. Januar 1826 verhaftet und am 6. Januar in die Sankt Petersburger Peter-und-Paul-Festung eingekerkert. Am 10. Juli wurde Wladimir Steinheil zu zwanzig Jahren Zwangsarbeit verurteilt und kam am 25. Juli in die Finnenburg. Die Strafe wurde am 22. August auf fünfzehn Jahre reduziert. Am 17. Juni 1827 wurde Wladimir Steinheil nach Sibirien verschickt. Er erreichte die Ostrog Tschita am 15. August und am 23. September 1830 die Katorga Peter-Hütte. Dort wurde am 8. November 1832 die Zuchthausstrafe auf zehn Jahre verkürzt. Auf den Erlass vom 14. Dezember 1835 hatte die Haft ein Ende. Wladimir Steinheil wurde im Dorf Jelan im Rajon Tschunski zwangsangesiedelt. Benckendorff gab am 25. Dezember 1836 der Bitte Wladimir Steinheils auf Übersiedelung nach Ischim statt. Steinheil verließ Jelan am 14. Februar 1837 und erreichte Ischim am 11. März. Am 20. Januar 1840 durfte er nach Tobolsk. Steinheil erreichte die Stadt am 7. März. Ab 1843 musste er sich als in Tobolsk unerwünschte Person jahrelang in Tara aufhalten, durfte aber Anfang 1852 zurückkehren. Nach der Amnestie vom 26. August 1856 hatte die Verbannung ein Ende. Wladimir Steinheil verließ am 29. September Tobolsk und wohnte ab 25. Oktober wieder im europäischen Russland – in Twer. Weiter ging die Odyssee. Am 3. November erreichte er Kolpino. Er verließ die Stadt am 27. November und zog zu seinem Sohn Wjatscheslaw, Inspektor am Alexandrowski Lyzeum, nach Sankt Petersburg. Ab 12. Dezember 1858 wurde er dort nicht mehr geheimdienstlich überwacht. Ab 5. März 1859 durfte Wladimir Steinheil seine Orden aus den Tagen des Vaterländischen Krieges anno 1813 wieder tragen.
Wladimir Steinheil wurde auf dem Friedhof Ochta in Sankt Petersburg beerdigt.

## Schriften (Auswahl)
in russischer Sprache:
- 1834 Alexander Iwanowitsch Herzen (Hrsg.): „Сибирские сатрапы“ oder „Записки о Сибири В. И. Штейнгейля“ – Steinheils Aufzeichnungen über Sibirien
- 1985, Ostsibirischer Buchverlag Irkutsk: Schriften und Briefe Steinheils[13]

## Auszeichnungen
- Orden des Heiligen Wladimir, 3. Klasse, 4. Klasse
- Orden der Heiligen Anna

## Kinder
Wladimir Steinheil hatte mit Pelageia Petrowna Wonifatjewa zehn Kinder:
- Julia (* 7. April 1811; † 2. Juli 1897)
- Rostislaw (* 1. Februar 1813)
- Wsewolod (* 25. November 1814)
- Wera (* 1815)
- Maria (* 1816; † 8. März 1817)
- Nikolai (* 7. Dezember 1817; † 1845)
- Nadeschda (* 31. Juli 1819; † 11. Dezember 1898)
- Wjatscheslaw (* 12. Mai 1823; † 8. September 1897), 1891 General der Infanterie
- Ljudmila (* 4. Mai 1824; † 31. Dezember 1898)
- Wladimir (* 1. Juli 1825)